# Maschera di Venturi
La maschera di Venturi o Ventimask è una tipologia particolare di maschera dell'ossigeno che garantisce una erogazione controllata della FiO2 e ad alto flusso.
Può essere utilizzata nell'ossigenoterapia in acuto, terapia medica con lo scopo primario di correggere l'ipossiemia (la riduzione della pressione parziale dell'ossigeno nel sangue).

## Storia
La maschera Venturi è stato il sistema pioniere dei sistemi ad alto flusso e rientra nei sistemi di ossigenazione di tipo tradizionale, venne sviluppato nel 1960 da Earl James Moran Campbell, maschera capace di generare da 30 a 80 l/m.

## Struttura
È composta da una maschera, che si adatta a naso e bocca, a cui si attacca una valvola (il cui colore indica la concentrazione di ossigeno e la velocità di flusso necessaria al suo funzionamento corretto; questo codice cromatico varia in base ai produttori) che permette di controllare la frazione inspirata di ossigeno (FiO2); cambiando la valvola si modifica oltre alla concentrazione di ossigeno, anche il flusso totale d'aria ossigenata erogata al paziente, flusso che è maggiore con le valvole a bassa concentrazione d'ossigeno (105 l/m) e minore ad alte concentrazione d'ossigeno (33 l/m) valori che possono variare da produttore a produttore, infatti altri modelli possono avere un flusso da 53 l/m per una concentrazione del 24% di ossigeno e 30 l/m per una concentrazione del 60% d'ossigeno, altri produttori utilizzano un'alimentazione d'ossigeno costante a 15 L/min e nel regolare la FiO2 modificano il volume totale erogato al paziente, in questo caso con un rapporto del 35% di ossigeno si erogano 84 L/min, mentre nel caso si desideri un rapporto del 40% il flusso totale decresce a 60 L/min, mentre con un rapporto del 60% si riduce ulteriormente fino a 30 L/min.
La regolazione della maschera venturi, può avvenire tramite l'interscambio di vari elementi tarati, oppure tramite la regolazione di un elemento a taratura variabile e generalmente costituito da due parti che ruotano tra loro.

## Funzionamento
Il sistema sfrutta l'effetto Venturi, dove il flusso d'ossigeno erogato al centro della valvola ad alta velocità richiama l'aria dalle finestre laterali in quanto si genera una depressione al centro della valvola, il rapporto tra la velocità dell'ossigeno e l'apertura delle fessure laterali della valvola determinano la concentrazione di ossigeno e la velocità del flusso totale dell'aria ossigenata. 
Attraverso questo sistema si può ottenere una miscela con FiO2 costante fintanto si rispettino i parametri funzionali della valvola.

## Vantaggi e svantaggi
La maschera di Venturi permette di erogare fino all'60% di FiO2.
Non richiede una fonte ossigeno umidificata, in quanto l'umidità viene fornita dall'aria ambiente richiamata dalla valvola stessa, in ogni caso è possibile aumentare l'umidificazione o applicare un aerosol tramite l'uso della coppetta a pipa (generalmente fornita assieme alla maschera venturi stessa) da montare sulla valvola venturi e che consente la connessione ad una fonte umidificante esterna tramite un tubo corrugato.
Essendo un sistema ad alto flusso non soffre di accumulo di CO2 data dall'espirazione del paziente.
Vi è una scarsa tolleranza e comfort del sistema poiché l'alimentazione e la conversazione sono limitati dalla mascherina.
Se collegato ad una fonte ossigeno umidificata si possono verificare occlusioni temprane della valvola venturi, con fluttuazioni del flusso complessivo erogato.